# Ferrari 375 TW
O  375 TW é o modelo com o qual a Ferrari disputou a Temporada de 1951 da Fórmula 1